# Shillingford (Oxfordshire)
Shillingford – osada w Anglii, w Oxfordshire. Leży 15,9 km od Oksfordu i 73,8 km od Londynu. W latach 1870–1872 miejscowość liczyła 200 mieszkańców.